# (157541) Wachter
(157541) Wachter est un astéroïde de la ceinture principale.

## Description
(157541) Wachter est un astéroïde de la ceinture principale. Il fut découvert le 27 octobre 2005 à Ottmarsheim par Claudine Rinner. Il présente une orbite caractérisée par un demi-grand axe de 2,30 UA, une excentricité de 0,04 et une inclinaison de 6,3° par rapport à l'écliptique.